# Tyler Tennis Championships 2023
Il Tyler Tennis Championships 2023 è stato un torneo maschile di tennis giocato sul cemento. È stata la 1ª edizione del torneo, facente parte della categoria Challenger 75 nell'ambito dell'ATP Challenger Tour 2023. Si è giocato al Tyler Athletic and Swim Club di Tyler, negli Stati Uniti, dal 5 all'11 giugno 2023.

## Partecipanti

### Teste di serie
| Nazionalità   | Giocatore                 | Ranking* | Testa di serie |
| ------------- | ------------------------- | -------- | -------------- |
| Stati Uniti   | Michael Mmoh              | 123      | 1              |
| Taipei cinese | Wu Tung-lin               | 182      | 2              |
| Stati Uniti   | Nicolas Moreno de Alboran | 187      | 3              |
| Australia     | Marc Polmans              | 194      | 4              |
| Francia       | Antoine Escoffier         | 202      | 5              |
| Tunisia       | Aziz Dougaz               | 220      | 6              |
| Giappone      | Yasutaka Uchiyama         | 226      | 7              |
| Argentina     | Juan Pablo Ficovich       | 228      | 8              |

* Ranking al 29 maggio 2023.

### Altri partecipanti
I seguenti giocatori hanno ricevuto una wild card per il tabellone principale:
- Omni Kumar
- Thai-Son Kwiatkowski
- Adam Neff

Il seguente giocatore è entrato in tabellone con il ranking protetto:
- Alex Bolt

Il seguente giocatore è entrato in tabellone come special exempt:
- Beibit Zhukayev

Il seguente giocatore è entrato in tabellone come alternate:
- Mark Lajal

I seguenti giocatori sono passati dalle qualificazioni:
- Nick Chappell
- Marius Copil
- Peter Gojowczyk
- Gustavo Heide
- Dane Sweeny
- Adam Walton

Il seguente giocatore è entrato in tabellone come lucky loser:
- Christian Langmo

## Punti e montepremi
| Torneo    | Torneo              | V      | F     | SF    | QF    | 2T    | 1T  | Q | Q2  | Q1  |
| Singolare | Punti               | 75     | 50    | 30    | 16    | 7     | 0   | 4 | 2   | 0   |
| Singolare | Premi in denaro ($) | 10,840 | 6,355 | 3,780 | 2,200 | 1,300 | 780 | – | 390 | 200 |
| Doppio    | Punti               | 75     | 50    | 30    | 16    | –     | 0   | – | –   | –   |
| Doppio    | Premi in denaro ($) | 4,645  | 2,700 | 1,630 | 965   | –     | 545 | – | –   | –   |

## Campioni

### Singolare
Nicolas Moreno de Alboran ha sconfitto in finale  Michail Kukuškin con il punteggio di 6(8)–7, 7–6(0), 6–4.

### Doppio
Alex Bolt /  Andrew Harris hanno sconfitto in finale  Evan King /  Reese Stalder con il punteggio di 6–1, 6–4.